# (2114) Wallenquist
(2114) Wallenquist ist ein Asteroid des Hauptgürtels, der am 19. April 1976 vom schwedischen Astronomen Claes-Ingvar Lagerkvist am Mount-Stromlo-Observatorium (IAU-Code 414) auf dem 770 Meter hohen Mount Stromlo, etwa elf Kilometer westlich des Zentrums der australischen Hauptstadt Canberra entdeckt wurde.
Der Asteroid gehört zur Themis-Familie, einer Gruppe von Asteroiden, die nach (24) Themis benannt wurde.
Der Himmelskörper wurde 1979 nach dem schwedischen Astronomen Åke Wallenquist (1904–1994) benannt, dessen Hauptforschungsgebiet Offene Sternhaufen und ihre Eigenschaften waren.